# Grijswanglijstertimalia
De grijswanglijstertimalia (Illadopsis rufipennis) is een zangvogel uit de familie Pellorneidae.

## Verspreiding en leefgebied
Deze soort komt voor in westelijk en centraal Afrika en telt drie ondersoorten:
- I. r. extrema: van Sierra Leone tot Ghana.
- I. r. bocagei: Bioko.
- I. r. rufipennis: van zuidelijk Nigeria tot westelijk Kenia, noordwestelijk Tanzania en zuidelijk tot noordwestelijk Angola en centraal Congo-Kinshasa.